# Мила Димић
Мила Димић (Београд, 13. новембар 1902 — Београд, 16. децембар 1942) била је банкарска службеница и позоришна глумица, дугогодишња управница Дома студенткиња и учесница Народноослободилачке борбе.

## Биографија
Рођена је 13. новембра 1902. године у Београду. Отац јој се звао Иван, а мајка Софија, рођена Хакер. Иако је потицала из сиромашне породице, након завршене основне школе је наставила даље школовање. Радила је као службеница у једној банци, али је привлачила уметност.
Године 1921. прикључила се аматерској глумачкој дружини Отаџбина, чији је члан тада био и Мата Милошевић. Ова аматерска дружина је 1922. године прерасла у Академско позориште, које су тада поред Мате Милошевића, предводили Милан Дединац и Бранимир Ћосић. Мила је била веома дружељубива, па је стан у коме је становала са мајком био место окупљања њених пријатеља и колега глумаца. Код ње су свраћали Невенка Урбанова, браћа Драгиша и Раша Плаовић, Александар Јанковић, Бранко Татић, Павле Богатинчевић, Света Милутиновић, Дуле Илић, Момчило Милошевић и други. Био је то круг сиромашних људи, који су се дружили и бавили уметношћу. Први ангажман у Народном позоришту у Београду добила је 1926. године, али је била „неразврстана” све до 1928. године када је постала стални члан Драме Народног позоришта. Играла је углавном споредне улоге, а упоредо је наставила и да игра у Академском позоришту.
Мила се од средине 1930-их година кретала у кругу лево оријентисаних интелектуалаца и комуниста међу којима су били — Павле и Мери Бихали, Велибор Глигорић, Веселин Маслеша, Никола Поповић, Хуго Клајн, Милка Жицина, Драгица Срзентић, Света Поповић, Велизар Косановић, Јован Поповић и др. Под утицајем дружења са њима, отпочела је свој друштвени и социјални ангажман. Ово је резултирало драматизацијом романа Бранимира Ћосића Покошено пиле, од кога је настала представа Силе. Ова представа премијерно је изведена у Народном позоришту и после неколико извођења је била забрањена и скинута са репертоара, а Мила је маја 1936. године била отпуштена из позоришта.

### Управница Дома студенткиња
Посредством њене пријатељице Драгице Срзeнтић, која је познавала Лепосаву Михаиловић Опику, која је почетком маја 1936. године била изабрана за председницу Удружења студенткиња, Мила је одмах по отпуштању из позоришта била изабрана за управницу тада отвореног Дома студенткиња Краљица Марија (данас Студентски дом Вера Благојевић). Била је изабрана упркос противљењу тадашњег министра просвете Добривоја Стошовића. Као ранија банкарска службеница добро се снашла на месту управнице и веома брижно се односила према дому и скромним средствима. Бринула је о инвентару, стању залиха и новцу. Становала је у Дому и свакодневно примала родитеље студенткиња, који су долазили у посету, а такође је и одговарала на њихова писма. Уз помоћ запослених и дежурних студенткиња успевала је да одржи изванредан ред у Дому.
Као управница дома Мила је била веома наклоњена према студенткињама чланицама револуционарног студентског покрета, који је тих година интензивно деловао на Београдском универзитету. Спречавала је покушаје полиције да уђе у Дом ради хапшења неких студенткиња, правдајући се како је Дом под покровитељством краљице Марије и да ће полицију пустити унутра само уз одобрење двора да могу ући у Дом. Пошто је Дом студенткиња био сигурно место у које полиција није имала приступа, тамо је била пренета архива Акционог одбора студентских стручних удружења, Мировног одбора, студентских друштава, секција и др. Деловала је у Женском покрету и сарађивала је у листу Жена данас.
Док је радила у Дому, њен стан у улици Мајке Јевросиме 22 служио је за окупљање лево оријентисаних интелектуалаца. За издавачку кућу Нолит, коју су организовала и водила браћа Бихали, Мила је са немачког језика превела дело Бизмарк од Курта Керстена. Такође је наставила и са уметничким радом. У Уметничком позоришту, које је основано 1938. године и чији је један од оснивача и чланова био Виктор Старчић, драматизовала је своје приповетке Четворка и Баба Јеца, Страдију Радоја Домановића и Сеоску учитељицу, Светолика Ранковића, у којој је пред рат играла главну улогу. Године 1940. је штампала збирку приповедака Приче о Заги.

### Народноослободилачка борба
Априла 1941. године, након немачког бомбардовања, напустила је Београд и склонила се у околини Београда. После неколико дана вратила се у тада већ окупирани Београд. Пошто су се у Дом студенткиња уселили Немци, Мила је било наређено да се исели. Она је негодовала и тражила да се дом врати студенткињама. Заједно са Живком Гавриловић, која је радила као собарица у Дому, успела је да из Дома спаси архиву Удружења студенткиња. Након окупације дружила се и сарађивала са Лепосавом Михаиловић Опиком и Лепом Лалош-Вујошевић, с којом је заједно становала на једној мансарди.
Под оптужбом да је у Дому студенткиња толерисала комунистичку пропаганду и приредбе које су се приређивале у корист Црвене помоћи, као и да је непосредно пред рат у Дому била смештена машина за умножавање илегалних летака била је ухапшена новембра 1941. године. Пошто није била члан тада илегалне Комунистичке партије Југославије (КПЈ), није се налазила у архиви полиције, па су је агенти Специјалне полиције теретили због веза са Павлом Бихалијем и „Нолитом”. На саслушањима је одбијала све оптужбе негирајући да се у Дому одвијала било каква политичка активност. Током боравка у затвору, у соби је храбрила затворенице и правила мале представе како би поправила расположење. Након опсежне истраге, услед недостатка доказа била је пуштена на слободу.
Након пуштања на слободу, заједно са својим пријатељицама Лепом Михаиловић и Лепом Лалош наставила је са ангажовањем у Народноослободилачком покрету (НОП). Деловале на Чукарици, где је још пре рата Лепосава Михаиловић радила као инжењер у Фабрици шећера и била секретар партијске ћелије, а Лепа Лалош била секретар једне уличне партијске ћелије. Њихова активност била је нарочито интензивна, након мартовске провале и хапшења секретара Месног комитета КПЈ за Београд Јелене Ћетковић, марта 1942. године. Оне су тада радиле на обнављању партијских ћелија и повезивању чланова КПЈ који су избегли хапшење. Маја 1942. године била је примљена у чланство Комунистичке партије.
На једном уличном састанку, октобра 1942. године била је ухапшена Лепосава Михаиловић Опика, која је након тога била тешко испребијана и пребачена у логор на Бањици, где је седам месеци лежала непокретна, након чега је стрељана 14. маја 1943. године. Друга Милина пријатељица Лепа Лалош је половином 1942. напустила Београд и по задатку отишла у Параћин ради успостављања везе са партизанским групама које су деловале на Буковику. Након повратка у Београд, Специјална полиција је интензивно трагала за њом и 11. децембра 1942. године је упала у зграду у којој је становала. Пошто су Лепа и Мила становала у соби до собе, оне су се у тренутку доласка полиције налазиле у Милиној соби. Када су агенти Специјалне полиције отпочели претрес и пронашли Лепу у Милиној соби ухапсиле су их обе, иако није постојао налог за њено хапшење.
У Специјалној полицији Мила и Лепа су биле брутално претучене. Мила је у бесвесном стању била однета у ћелију, а на инсистирање осталих затвореница пренета је у затворску болницу. Лепа Лалош је такође била у тешком стању и није могла да стоји на ногама, па је и она била пренета у затворску болницу, а касније у логор на Бањици, где је стрељана 25. маја 1943. године. Након неколико дана, 16. децембра 1942. године Мила је преминула од последица полицијске тортуре. Након тога, полиција је сахранила у Маринковој бари, а након ослобођења њени посмртни остаци су пренети у Алеју стрељаних родољуба на Новом гробљу.
За заслуге у Народноослободилачком рату, постхумо је одликована Орденом заслуга за народ другог реда. Њено име носи једна улица у насељу Раковица у Београду.